# Nicholls Town
Pour les articles homonymes, voir Nicholls.
Nicholls Town est une ville des Bahamas.